# 조윤형
조윤형(趙尹衡, 1932년 11월 26일 ~ 1996년 2월 2일)은 대한민국의 정치인이다. 조병옥의 차남이며 조순형의 친형이다. 신민당 시절 상도동계 중진의 한축을 맡았던 그는 제5,6,7,8,13,14대 국회의원 총 6선을 역임하였고 14대 국회 임기 중에 사망하였다. 본관은 한양이다.

## 학력
- 서대문중학교 졸업
- 연희대학교 정치외교학과 재학하다 중퇴하고 도미
- 미국 조지타운 대학교 외교학과 학사
- 미국 조지타운 대학교 대학원 외교학과 사회과학 석사 수료

## 경력
- 주미 유학생 회장
- 민정당 중앙상무위원
- 민중당 서울제7지구당위원회 위원장
- 민중당 청년국장
- 민중당 서울중앙지구당위원회 부위원장
- 민중당 당무위원
- 신민당 당무위원 겸 원내부총무
- 연세대학교 정치외교학과 특임교수
- APUㆍIPU 한국대표
- 제13대 2기 국회부의장
- 통일국민당 고문 겸 당무위위원(1992년)
- 신민당 고문 겸 당무위원(1994년)
- 자유민주연합 고문 겸 당무위원(1995년)

## 역대 선거 결과
|  | 30.6% |

|  | 54.07% |

|  | 66.51% |

|  | 66.47% |

|  | 26.81% |

|  | 38.57% |

|  | 17.4% |

## 소속 정당
| 소속 정당 | 소속 정당      | 소속 기간 | 비고                    |
| --------- | -------------- | --------- | ----------------------- |
|           | 민주당         | 1960~1961 | 정계 입문               |
|           | 무소속         | 1961~1963 | 정당 해산               |
|           | 민정당         | 1963~1965 | 창당                    |
|           | 민중당         | 1965~1967 | 합당                    |
|           | 신민당         | 1967~1969 | 합당                    |
|           | 무소속         | 1969      | 자진 정당 해산          |
|           | 신민당         | 1969~1980 | 정당 재등록             |
|           | 무소속         | 1980~1984 | 정당 해산 정치활동 규제 |
|           | 민주한국당     | 1984~1985 | 입당 정치활동 규제 해제 |
|           | 무소속         | 1985      | 탈당                    |
|           | 신한민주당     | 1985~1987 | 창당                    |
|           | 무소속         | 1987      | 탈당                    |
|           | 통일민주당     | 1987      | 창당                    |
|           | 무소속         | 1987      | 탈당                    |
|           | 평화민주당     | 1987~1991 | 창당                    |
|           | 신민주연합당   | 1991      | 당명 변경               |
|           | 민주당         | 1991~1992 | 합당                    |
|           | 무소속         | 1992      | 탈당                    |
|           | 통일국민당     | 1992      | 입당                    |
|           | 무소속         | 1992      | 탈당                    |
|           | 민주당         | 1992~1995 | 복당                    |
|           | 무소속         | 1995      | 탈당                    |
|           | 새정치국민회의 | 1995~1996 | 창당 사망               |

## 조윤형을 연기한 인물
- 김호영 - 《제4공화국》 (1995년, MBC 드라마)

## 같이 보기
- 양주군 갑
- 양주군의 국회의원
- 성북구 갑 (1963년 선거구)
- 서울 성북구의 국회의원
- 성북구 을
- 대한민국 제14대 국회의원 선거 통일국민당 후보 목록#전국구
- 대한민국의 국회부의장